# Fujisawa
Fujisawa (japanska: 藤沢市?, Fujisawa-shi) är en stad i Kanagawa prefektur i Japan. 
Fujisawa var en av stationerna på Tōkaidō, en av de fem stora färdlederna i Japan under Edoperioden.
Ett populärt utflyktsmål i Fujisawa är ön Enoshima som förbinds med fastlandet med en 600 meter lång bro. Ön är ca 4 km i omkrets. På ön finns en botanisk trädgård, ett 120 meter högt fyrtorn, ett antal Shinto-helgedomar samt sandstränder. Vid OS 1964 hölls seglingstävlingarna vid Enoshima och så kommer även att ske vid OS 2020.

## Galleri

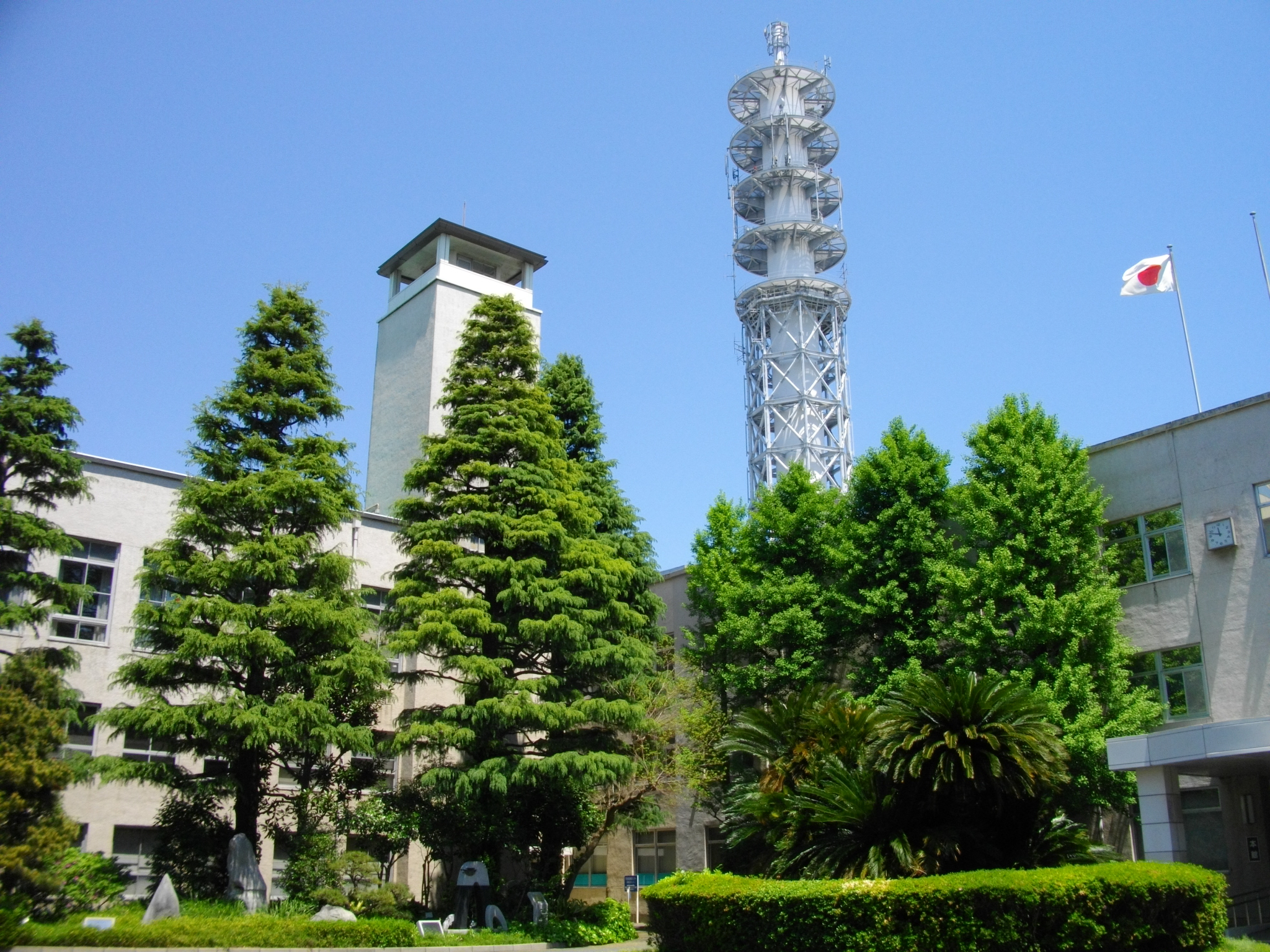
Fujisawa stadshus
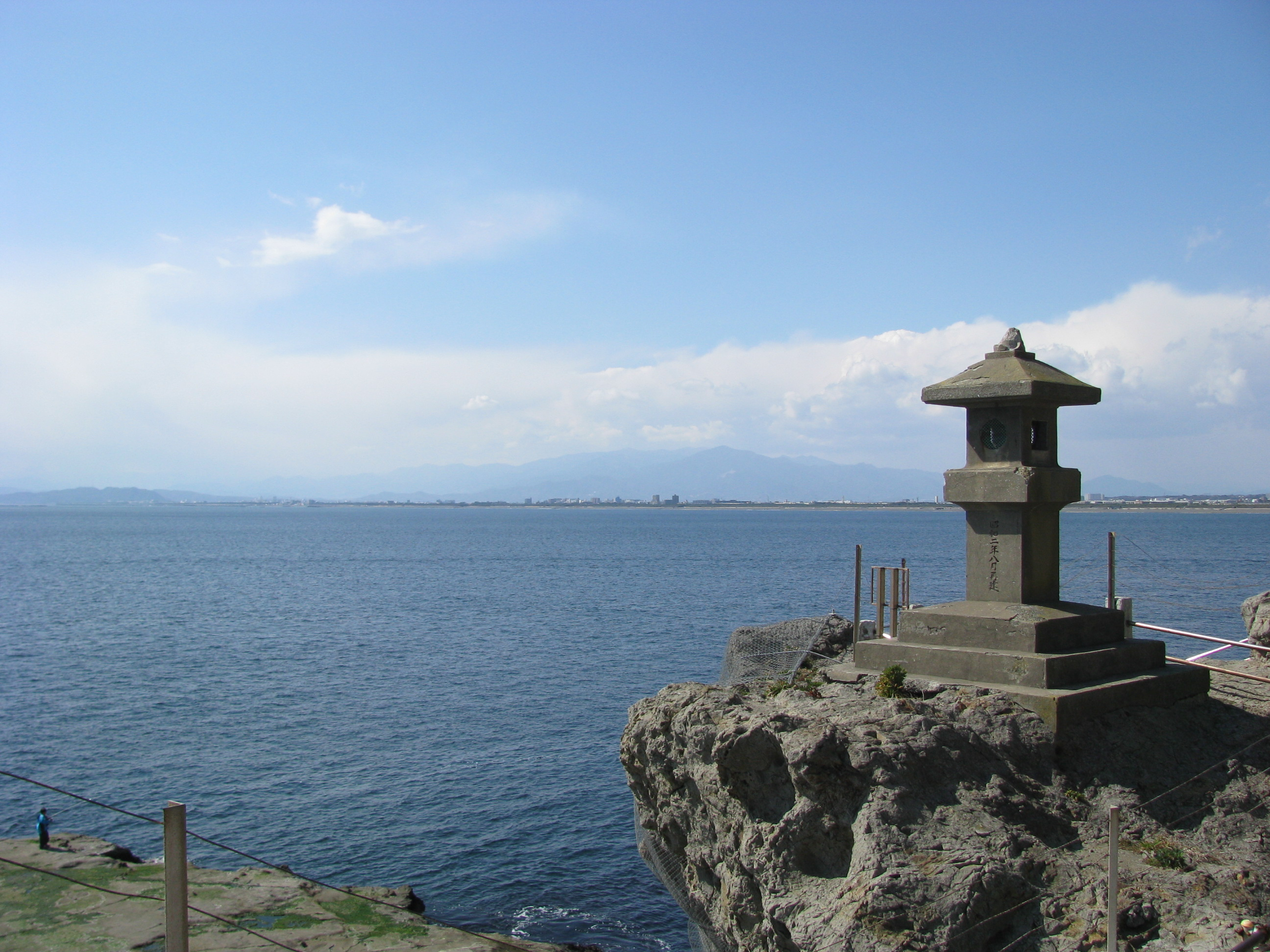
Enoshima
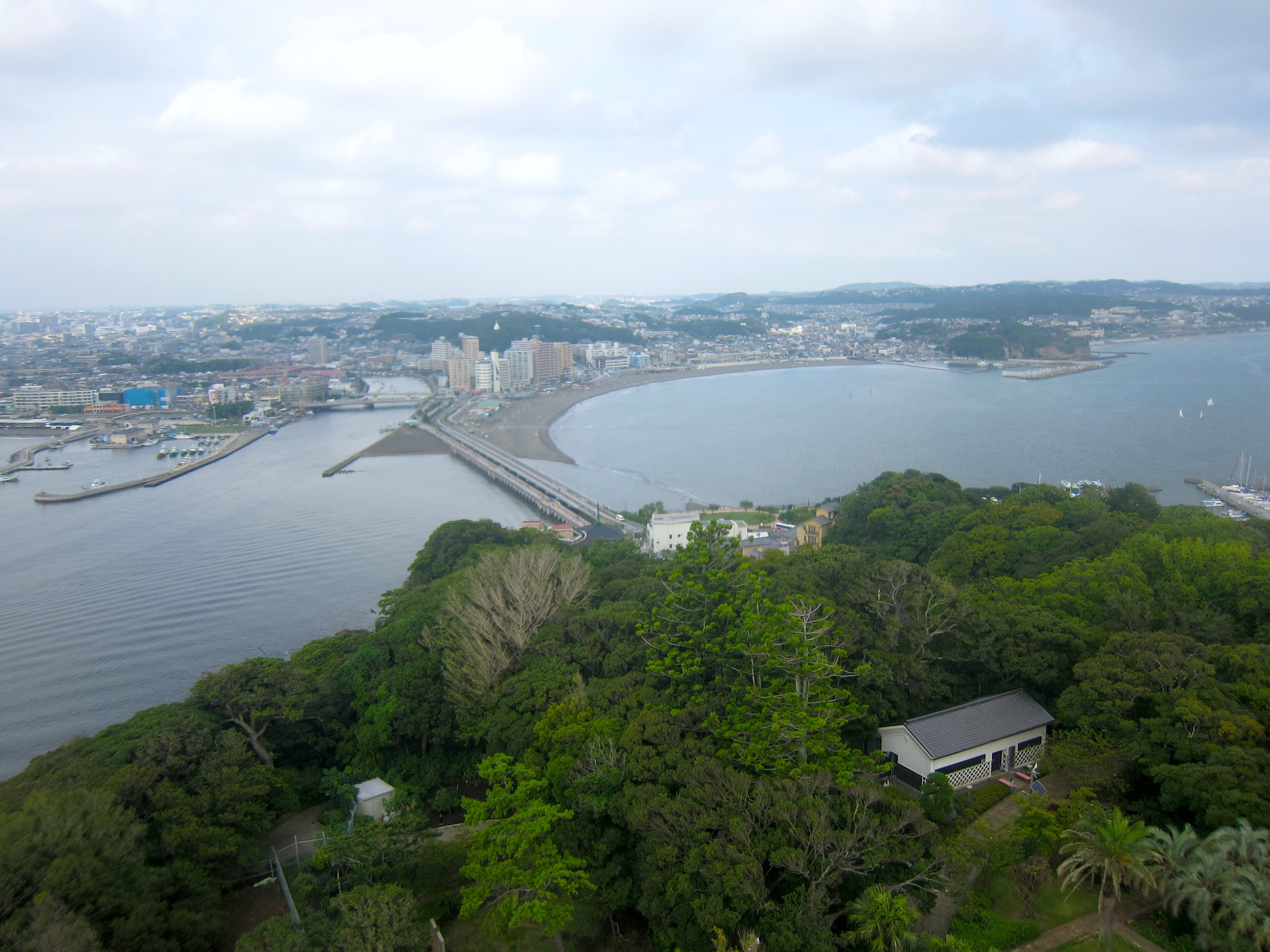
Fujisawa sett från Enoshima